# Kleine Fangschrecke
Die Kleine Fangschrecke (Ameles spallanzania) ist eine Fangschrecke aus der Familie der Mantidae, Unterfamilie Amelinae. Ein auffälliges Merkmale der Art ist das nach oben gebogene Abdomen des Weibchens, eine Eigenschaft, die für gewöhnlich nur bei Jungtieren diverser anderer Fangschrecken vorhanden ist.

## Merkmale

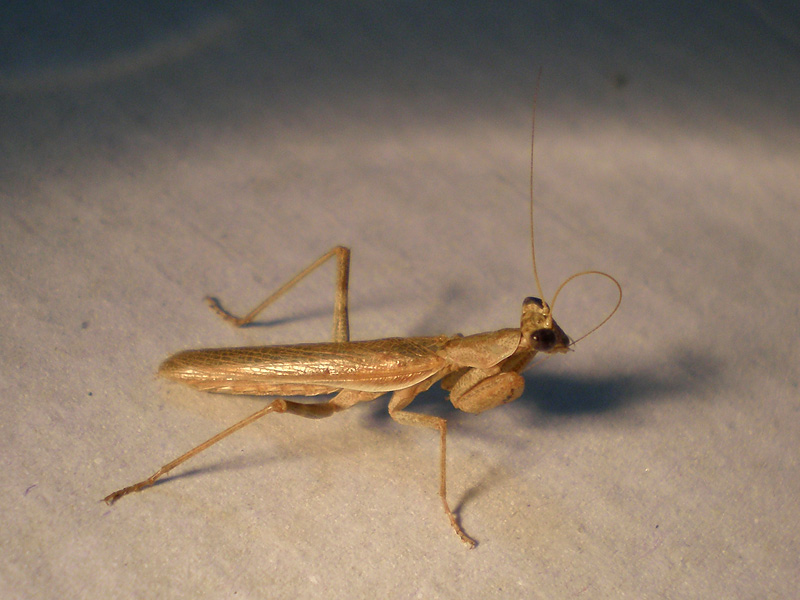
Männchen

Die Kleine Fangschrecke erreicht eine Körperlänge von 18 bis 25 Millimetern und ist damit eine recht kleine Fangschreckenart. Die Grundfarbe ist braun, grau oder grün, auch gemischtfarbige Exemplare kommen vor. Das Weibchen hat nur kurze Stummelflügel und ein breites, deutlich nach oben gebogenes Abdomen Hinterleib. Das Männchen ist voll geflügelt. Die Augen sind kegelförmig zugespitzt. Die Kleine Fangschrecke ist aufgrund ihrer langen Beine ein schneller Läufer und guter Springer.

### Ähnliche Arten
Das Weibchen der nah verwandten Grauen Fangschrecke (Ameles decolor) hat ebenfalls nur Stummelflügel, während das Männchen voll geflügelt ist, jedoch hat das Weibchen dieser Art keinen breiten und nach oben gebogenen Hinterleib. Beide Arten sind in Europa verbreitet, bevorzugen aber verschiedene ökologische Nischen.

## Vorkommen
Die Kleine Fangschrecke ist im europäischen Mittelmeergebiet sowie in Nordafrika beheimatet. Sie lebt an trockenen, gebüschreichen Orten. Sie unterscheidet sich dadurch von der Grauen Fangschrecke, die Graslandschaften bevorzugt.
Das Verbreitungsgebiet der Kleinen Fangschrecke in Europa reicht nicht so weit in nördliche Breiten wie das der Europäischen Gottesanbeterin und nicht so weit nach Süden wie das der Gattung Empusa.

## Lebensweise

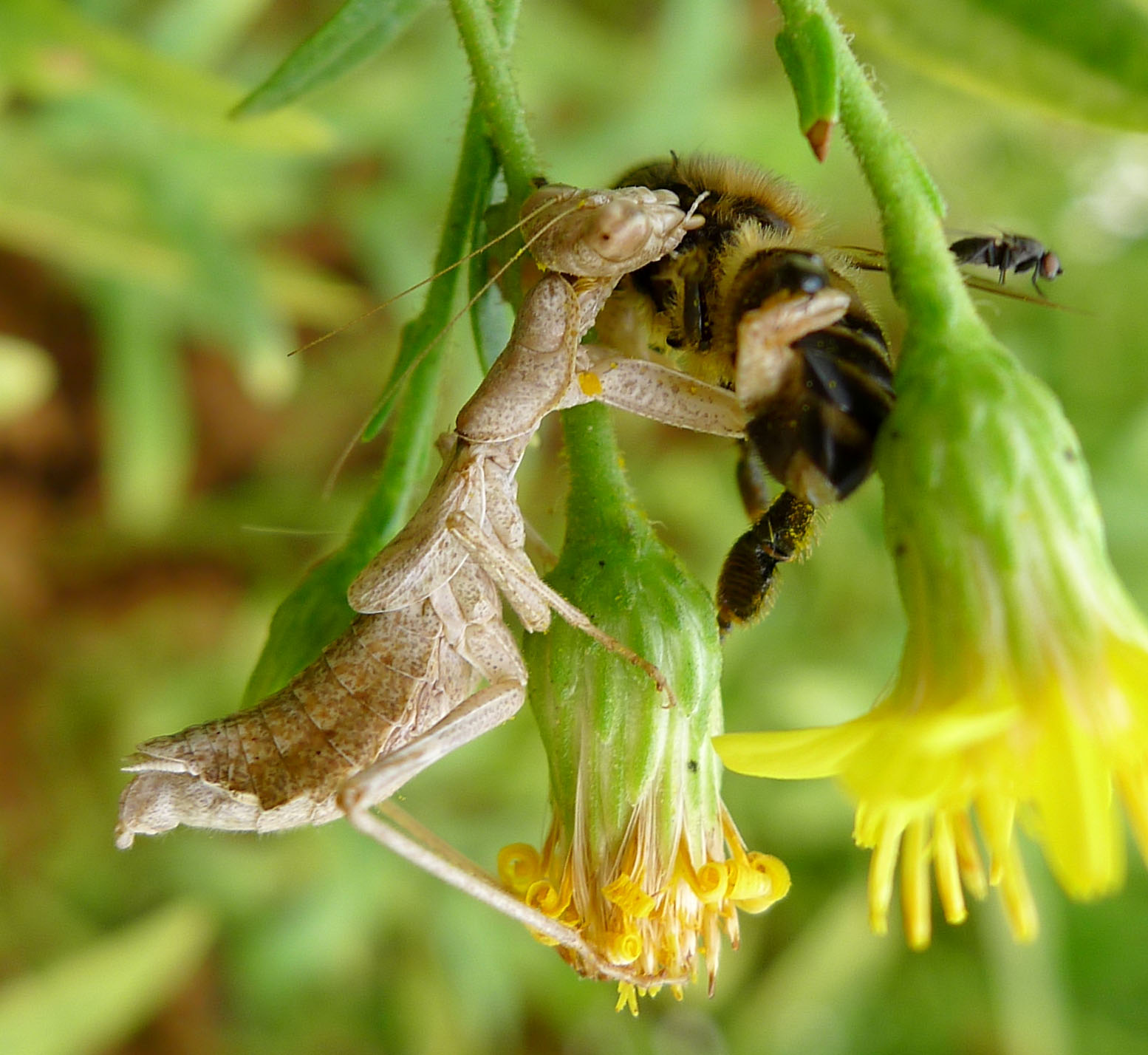
Weibchen mit erbeuteter Honigbiene

Die Kleine Fangschrecke lauert in einer bestimmten Höhe über dem Boden, beispielsweise auf den Pflanzen des Echten Lavendels, auf Beute.
Im Gegensatz zu anderen Fangschreckenarten, wird das Männchen meist während der Paarung nicht gefressen. Nach der Paarung legt das Weibchen die 1 cm großen Ootheken an Felsen oder an Hausmauern ab. Die Entwicklungszeit beträgt im Minimum zwei Wochen bis zum Schlüpfen der Nymphen, sie kann aber auch, durch eine Diapause verlängert, mehrere Monate andauern, um eine Überwinterung in der Oothek zu ermöglichen. Diese Strategie ist im Landesinneren, abseits des mediterranen Klimas, beobachtet worden. Im warmen, vom Meer beeinflussten Klima, überwintert jedoch die bereits geschlüpfte Nymphe. Beide Überwinterungsstrategien sind auch von anderen europäischen Gattungen der Fangschrecken bekannt, beispielsweise überwintert die Europäische Gottesanbeterin immer in der Oothek, bei der Gattung Empusa jedoch stets als Nymphe. Bei der Kleinen Fangschrecke ist die Art der Überwinterung flexibel und von den durchschnittlichen Temperaturen abhängig.
Die Männchen der Kleinen Fangschrecke können ebenso wie die Ägyptische Gottesanbeterin und viele andere Fangschreckenarten Ultraschall sehr gut wahrnehmen. Sie reagieren im Flug auf die Ortungslaute von Fledermäusen und können dadurch diesen Fressfeinden entkommen. Die Weibchen, die nicht fliegen können, sind durch die Fledermäuse weniger gefährdet und haben ein weniger gut ausgebildetes Gehör im Ultraschallbereich. Das unpaarige Tympanalorgan liegt bei beiden Geschlechtern bauchseitig im Bereich des Metathorax.

## Taxonomie und Systematik
Die Kleine Fangschrecke wurde 1792 von Pietro Rossi erstmals beschrieben. Das Artepithet spallanzania ehrt den italienischen Naturforscher Lazzaro Spallanzani. Innerhalb der Unterfamilie Amelinae, zu der die Kleine Fangschrecke gehört, gibt es 26 Gattungen. Die Unterfamilie ist wahrscheinlich nicht monophyletisch. Sie umfasst die kleinsten Fangschreckenarten. Anfang des 21. Jahrhunderts wurde Ameles africana als mit der Kleinen Fangschrecke identisch erkannt.

## Galerie

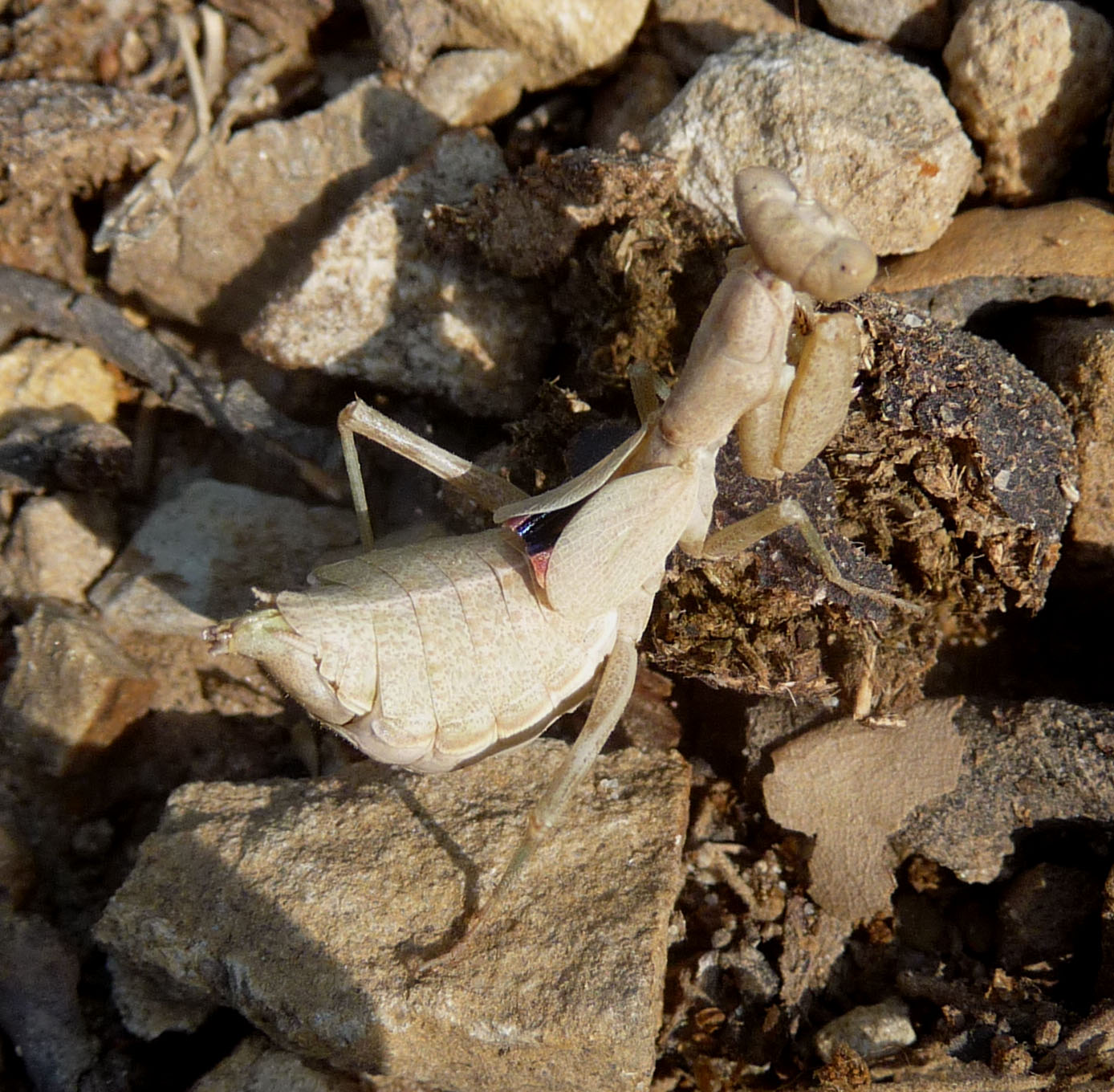
Draufsicht eines Weibchens
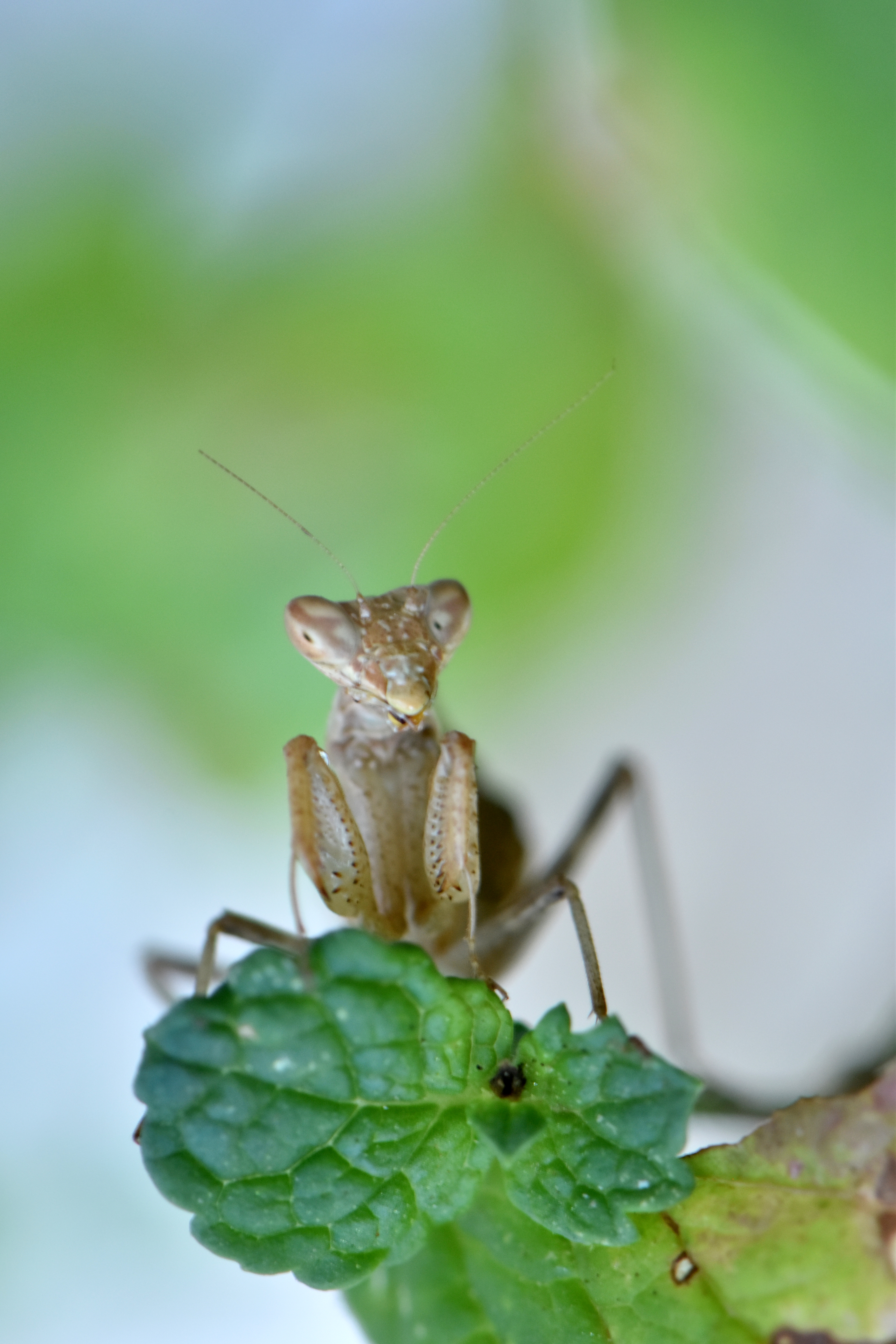
Frontalansicht eines Weibchens
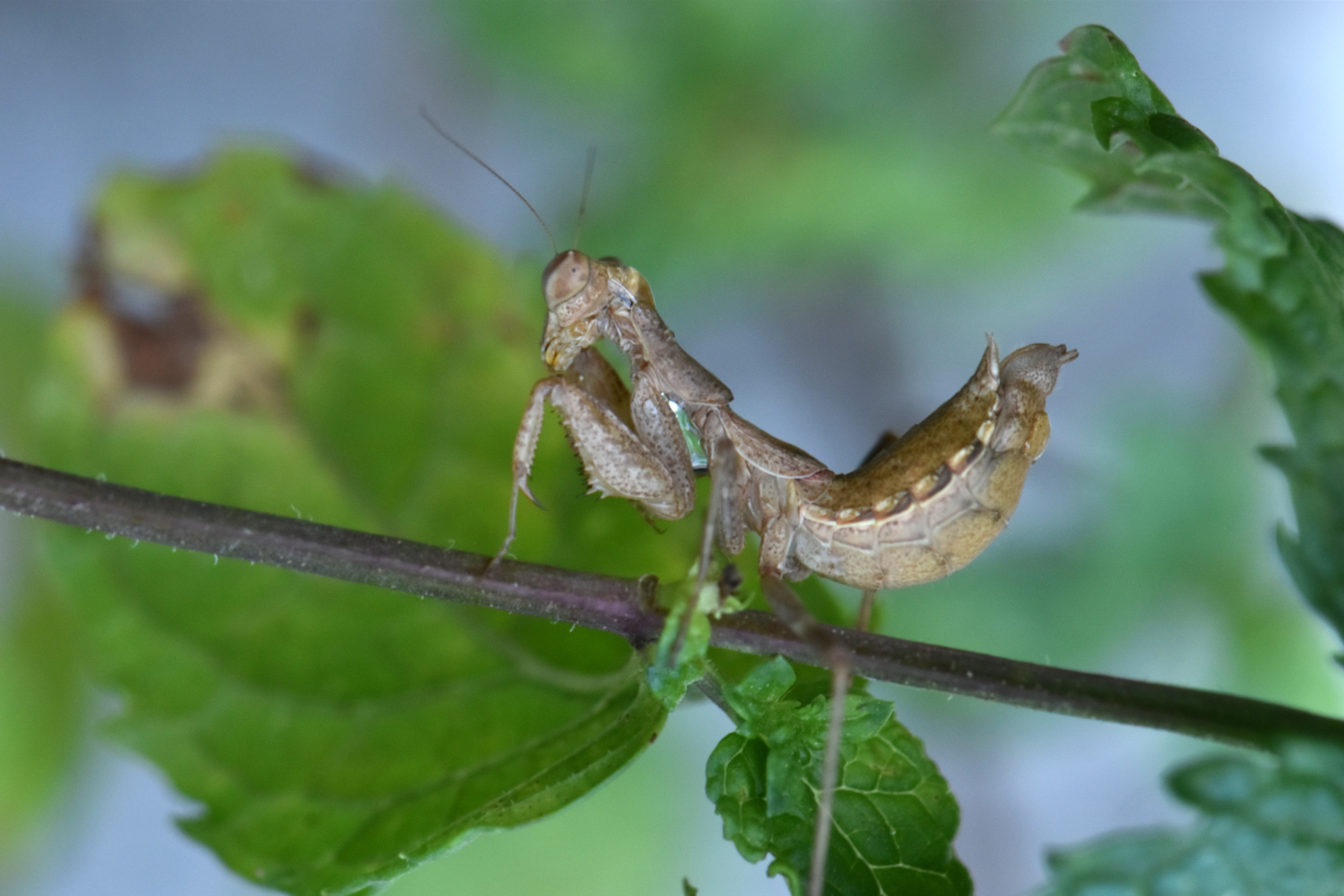
Lateralansicht eines Weibchens
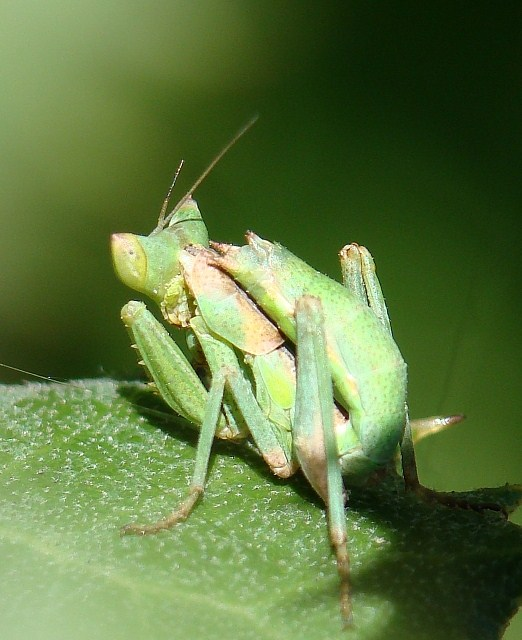
Rückansicht eines Weibchens
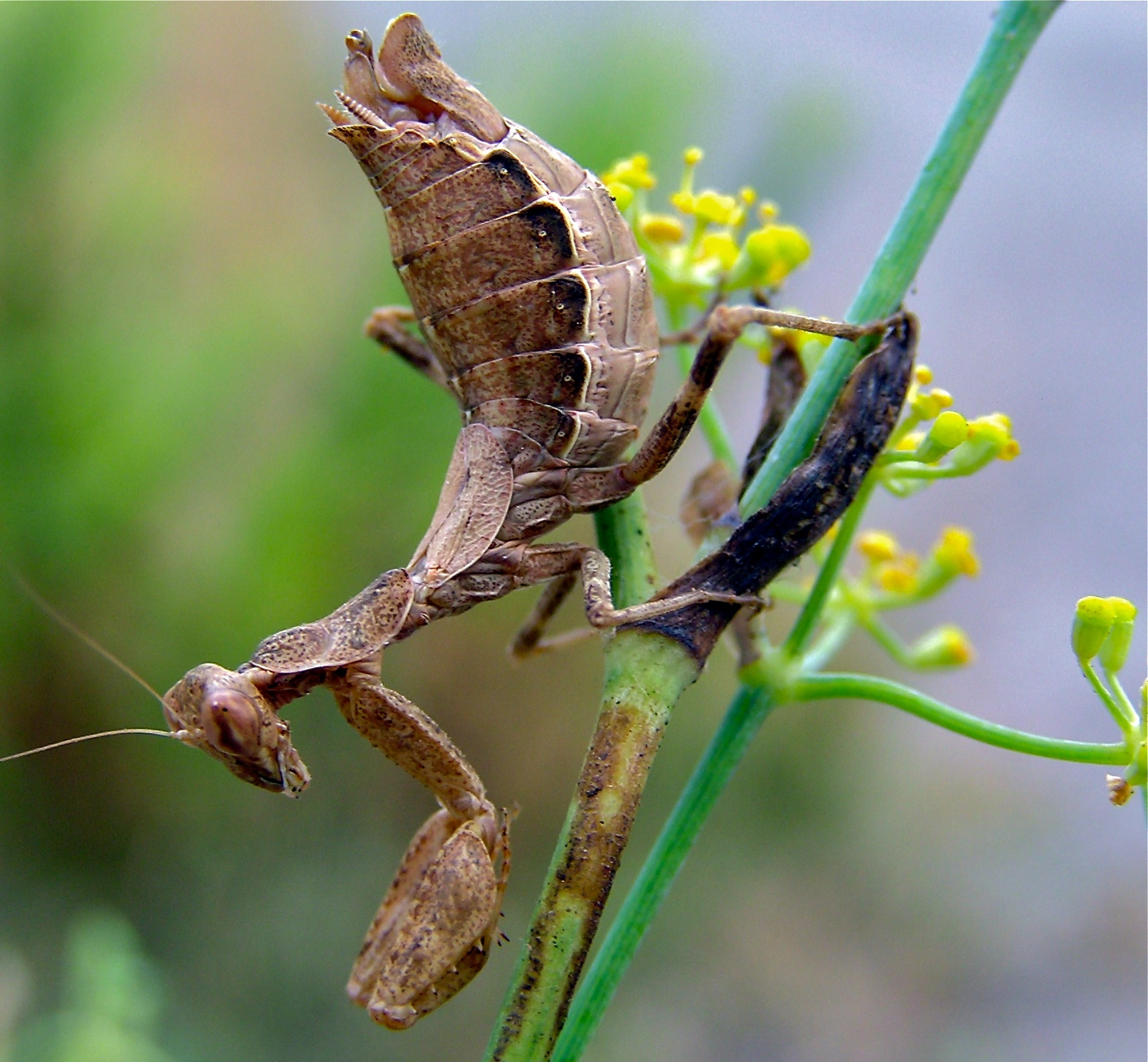
Braun gefärbtes Weibchen
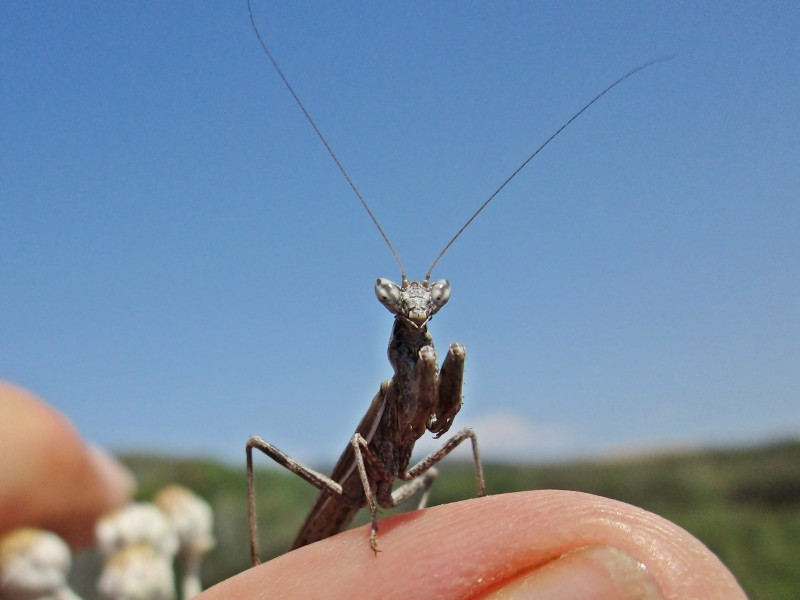
Frontalansicht eines Männchens
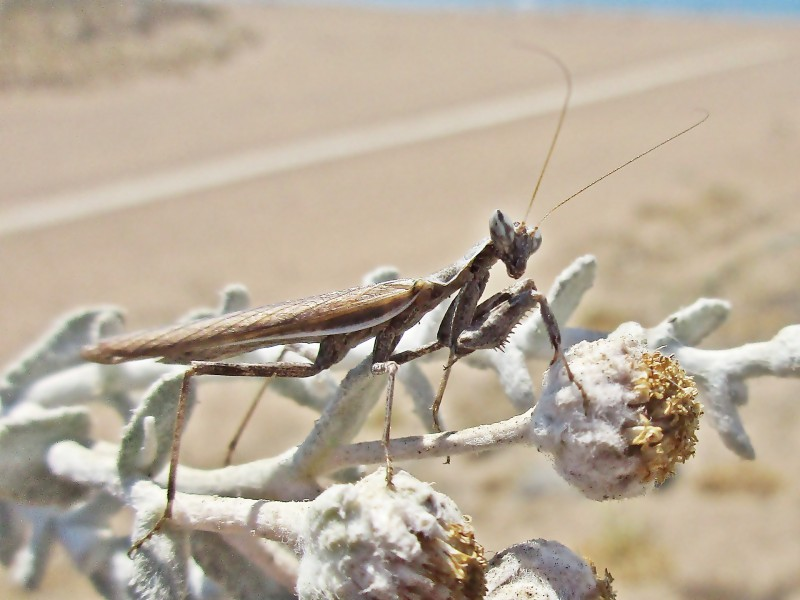
Lateralsicht eines Männchens
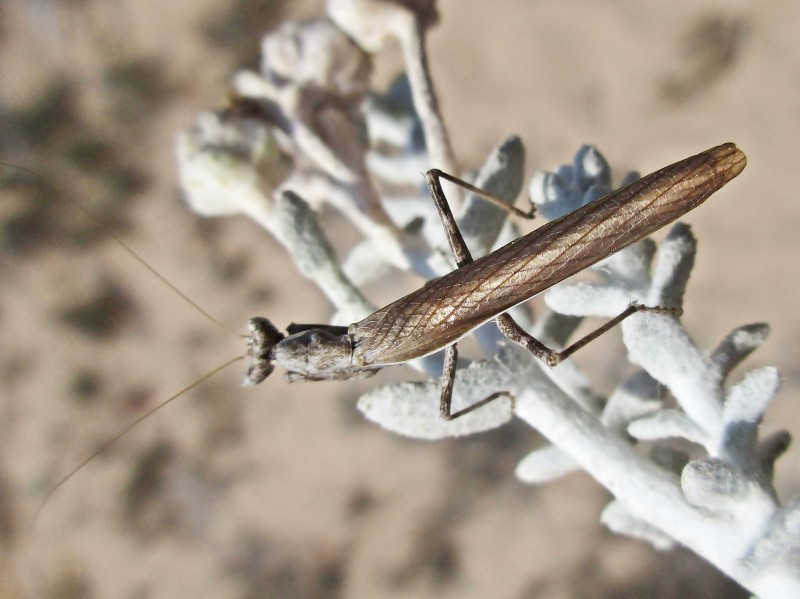
Draufsicht eines Männchens
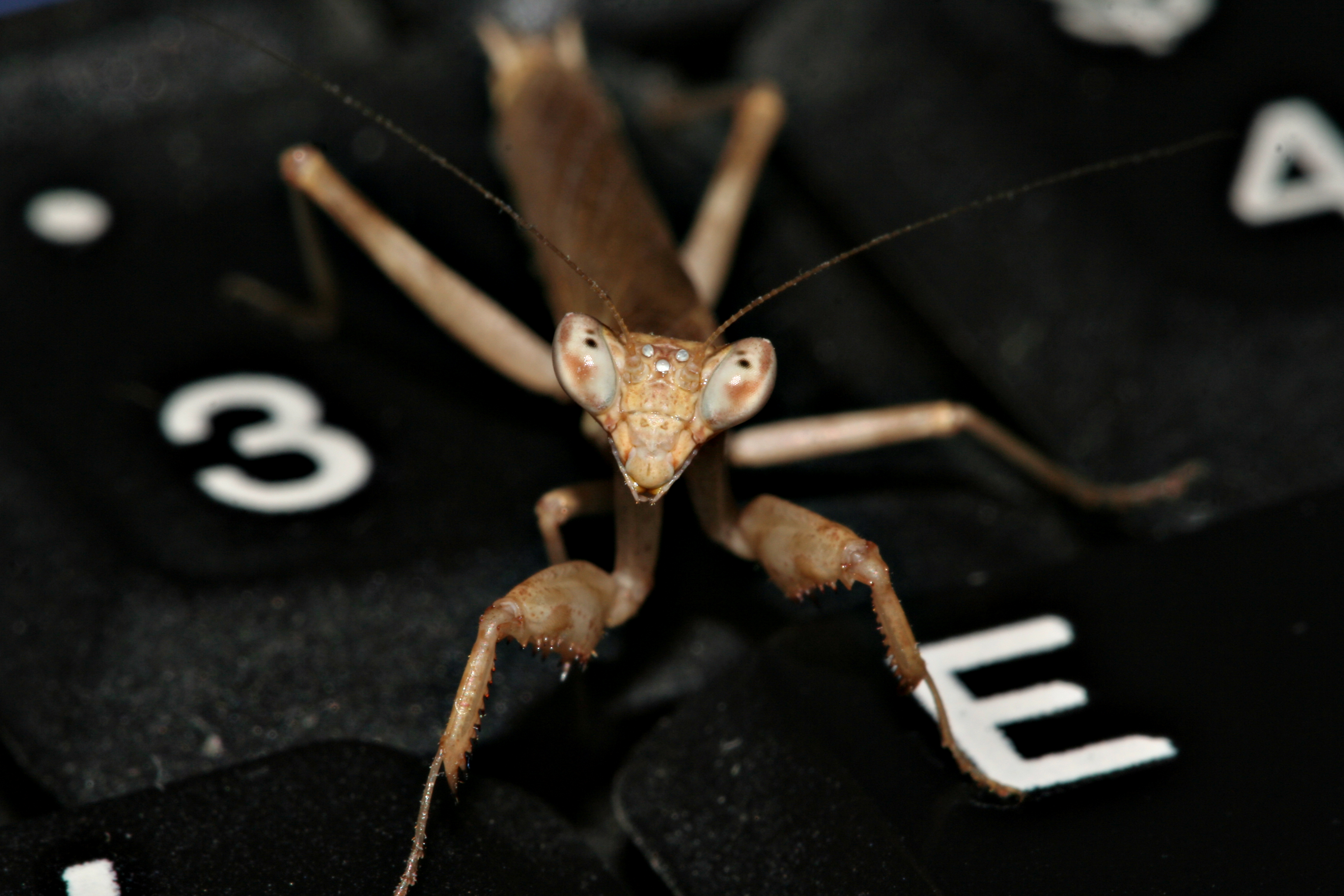
Kopf eines Männchens mit gut sichtbaren Ocellen